# Рупел
Ру̀пел (на гръцки: Κλειδί, Клиди, катаревуса: Κλειδίον, Клидион, до 1926 година Ρούπελ, Рупел) е бивше село в Република Гърция, разположено на територията на дем Синтика, област Централна Македония.

## География
Рупел е било разположено на 31 километра северно от град Сяр (Серес) и на 15 километра северно от Валовища (Сидирокастро) в центъра на Рупелския пролом. Селото се е намирало на левия бряг на Струма в западните поли на Сенгелската планина.

## История

### Етимология
Според Йордан Н. Иванов името е от рупа, дупка, галерия за руда, и -ел. Жителското име е рупеллѝя, рупеллѝйка, рупеллѝи.

### Средновековие
На хълма Кула югоизточно над селото са развалините на средновековна кула, охранявала Рупелския пролом.

### В Османската империя
В края на XIX век Рупел е българско село, спадащо към Демирхисарската каза на Серски санджак. В „Етнография на вилаетите Адрианопол, Монастир и Салоника“, издадена в Константинопол в 1878 година и отразяваща статистиката на населението от 1873 година Рупел (Roupel) е посочено като село с 224 домакинства и 100 жители мюсюлмани и 600 жители българи.
В 1891 година Георги Стрезов пише за селото:
| „ | Рупел, към север от Валовища 2 1/2 часа; на един рид. Оттук се почват едноименните теснини. Най-стръмен и най-тесен път е при така наречената „Маркова скала“, грамадна скала, вертикално над Струма. 1/2 час по-долу са ханищата Дервент, дето става преминуване чрез салове за Порой, Кукуш и Дорян. Покрай земеделието главното занятие на жителите е и скотовъдството. Гръцка църква. 60 къщи само българе. | “ |

Атанас Шопов посещава селото и в 1893 година го описва като българско.
Според статистиката на Васил Кънчов („Македония. Етнография и статистика“) в 1900 година в Рупел живеят 280 българи.
Всички жители на селото са под върховенството на Българската екзархия. По данни на секретаря на екзархията Димитър Мишев („La Macédoine et sa Population Chrétienne“) в 1905 година в Рупел (Roupel) има 320 българи екзархисти и работи българско училище с 1 учител и 14 ученици.
В 1904/1905 година в българското училище в селото преподава Василка Йорданова.
При избухването на Балканската война в 1912 година двама души от Рупел са доброволци в Македоно-одринското опълчение.

### В Гърция
През Балканската война селото е освободено от Седма пехотна рилска дивизия на българската армия, но след Междусъюзническата война от 1913 година остава в пределите на Гърция. Българското население на Рупел се изселва и на негово място през 20-те години са заселени гърци бежанци от Турция. Според преброяването от 1928 година Рупел е смесено местно-бежанско село с 3 бежански семейства и 8 души бежанци. В 1926 година е прекръстено на Клидион, в превод ключ, тъй като според някои гръцки историци тук се е развила битката при Ключ между войските на император Василий II Българоубиец и цар Самуил.
Край селото през 30-те години на три километра североизточно от селото е построена крепостта Рупел (Ρούπελ), част от укрепителната линия „Метаксас“, край която при навлизането на немските войски в Гърция през април 1941 година се развива голямо сражение, забавило малко немското настъпление. Впоследствие българската войска заема района.
От Рупел е запазена само църквата Свети Димитър, която е възстановена в периода 1930 - 1940 година на мястото на средновековен храм.

## Личности
Родени в Рупел
- Дина Стойков, македоно-одрински опълченец, четата на Георги Занков[14]
- Никола Константинов (Костадинов 1877 – ?), македоно-одрински опълченец, четата на Георги Занков, Нестроева рота на 14 воденска дружина[15]
- Никола Попстаноев, български революционер от ВМОРО, ръководител на рупелската селска чета през Илинденско-Преображенското въстание[16]

Свързани с Рупел
- Емил Рупел (р. 1939), български писател, роден в Кулата